# Balvi
Balvi (alemany: Bolwen, rus: боловск) és un poble del municipi Balvi a Letònia, de la regió històrica de Latgàlia. Era el centre administratiu del raion del mateix nom des de 1949. Abans de l'ocupació soviètica de Letònia formava part del raion d'Abrene. El nom prové del torrent Bolupīte i del llac adjacent.

## Història
El primer esment de Balvi data del 1224. Es van construir una petita església de fusta i un senyoriu en els terrenys d'un noble polonès a la zona el 1765. Quan Latgàlia va caure sota el comandament rus el 1772, Caterina II va concedir l'estat a la família Yelagin. El 1806 va passar a pertànyer a la família Horozhinsky fins que el 1876 el va comprar la família germanobàltica Transehe-Roseneck. El poble es va separar de l'estat el 1915 i Balvi va aconseguir els drets de ciutat el 1928.
Molts dels jueus (al voltant del 19% de la població) van morir a mans del comandament de Stahlecker durant l'Holocaust l'agost de 1941. Al juliol de 1944 els alemanys en retirada van calar foc a la ciutat que va ser reconstruïda el 1945 segons l'esquema soviètic. Balvi va ser el centre de la Revolució Cantada i actualment es manté com a epicentre de la cultura latgaliana.